# Henry Fitzalan-Howard, XIV duca di Norfolk
Henry Fitzalan-Howard, XIV duca del Norfolk (7 novembre 1815 – 25 novembre 1860), è stato un nobile e politico inglese.

## Biografia

### Infanzia
Henry era figlio di Henry Charles Howard, XIII duca di Norfolk e di sua moglie, Lady Charlotte Sophia Leveson-Gower. 

### Matrimonio
Henry sposò Augusta Mary Minna Catherine Lyons (1821–1886), figlia di Sir Edmund Lyons (poi I lord Lyons) e di Augusta Louisa Rogers, il 19 giugno 1839.

### Carriera politica
Egli fu membro del partito Whig per la circoscrizione di Arundel nella Camera dei Comuni inglese dal 1837 al 1851 e poi per Limerick dal 1851 al 1852.

### Morte
Morì prematuramente nel 1860 lasciando al figlio primogenito Henry il titolo e la successione.

## Discendenza
Lord Henry Howard e Augusta Mary Minna Catherine Lyons ebbero:
- Victoria Alexandrina Fitzalan-Howard (1840-1870), sposò nel 1861 James Robert Hope-Scott
- Minna Charlotte Fitzalan-Howard (1843-1921), monaca carmelitana
- Mary Adeliza Fitzalan-Howard (1845-1925)
- Henry Fitzalan-Howard, XV duca di Norfolk (1847-1917)
- Ethelreda Fitzalan-Howard (1849-1926), suora della carità
- Philippa Fitzalan-Howard (1852-1946), sposò nel 1888 sir Edward Stewart (1857–1948)
- Philip Thomas Fitzalan-Howard (1853-1855)
- Edmund Bernard FitzAlan-Howard (1855-1947), creato visconte FitzAlan of Derwent; sposò nel 1879 lady Mary Caroline Bertie (1859–1938)
- Anne Fitzalan-Howard (1857-1931), sposò nel 1878 il maggiore generale lord Ralph Drury Kerr (1837–1916), figlio del VII marchese di Lothian
- Elizabeth Mary Fitzalan-Howard (1859-1859)
- Margaret Fitzalan-Howard (1860-1899)

## Ascendenza
|                                                  |                                                 |                                           | Genitori                                 |  |  | Nonni |  |  | Bisnonni     |  |  | Trisnonni      |  |
|                                                  |                                                 |                                           |                                          |  |  |       |  |  | Henry Howard |  |  | Bernard Howard |  |
|                                                  |                                                 |                                           |                                          |  |  |       |  |  | Henry Howard |  |  | Bernard Howard |  |
|                                                  |                                                 | Anne Roper                                |                                          |  |  |       |  |  | Henry Howard |  |  |                |  |
| Bernard Howard, XII duca di Norfolk              |                                                 |                                           |                                          |  |  |       |  |  | Henry Howard |  |  |                |  |
|                                                  |                                                 | Juliana Molyneux                          | William Molyneux, VI baronetto           |  |  |       |  |  |              |  |  |                |  |
|                                                  |                                                 | Juliana Molyneux                          | William Molyneux, VI baronetto           |  |  |       |  |  |              |  |  |                |  |
|                                                  |                                                 | Juliana Molyneux                          | Anne Challand                            |  |  |       |  |  |              |  |  |                |  |
| Henry Howard, XIII duca di Norfolk               |                                                 | Juliana Molyneux                          |                                          |  |  |       |  |  |              |  |  |                |  |
|                                                  |                                                 | Henry Belasyse, II conte di Fauconberg    | Thomas Belasyse, I conte di Fauconberg   |  |  |       |  |  |              |  |  |                |  |
|                                                  |                                                 | Henry Belasyse, II conte di Fauconberg    | Thomas Belasyse, I conte di Fauconberg   |  |  |       |  |  |              |  |  |                |  |
|                                                  |                                                 | Henry Belasyse, II conte di Fauconberg    | Catherine Betham                         |  |  |       |  |  |              |  |  |                |  |
| Elizabeth Belasyse                               |                                                 | Henry Belasyse, II conte di Fauconberg    |                                          |  |  |       |  |  |              |  |  |                |  |
|                                                  |                                                 | Charlotte Lamb                            | Matthew Lamb, I baronetto                |  |  |       |  |  |              |  |  |                |  |
|                                                  |                                                 | Charlotte Lamb                            | Matthew Lamb, I baronetto                |  |  |       |  |  |              |  |  |                |  |
|                                                  |                                                 | Charlotte Lamb                            | Charlotte Coke                           |  |  |       |  |  |              |  |  |                |  |
| Henry Fitzalan-Howard, XIV duca di Norfolk       |                                                 | Charlotte Lamb                            |                                          |  |  |       |  |  |              |  |  |                |  |
|                                                  | Granville Leveson-Gower, I marchese di Stafford | John Leveson-Gower, I conte Gower         |                                          |  |  |       |  |  |              |  |  |                |  |
|                                                  | Granville Leveson-Gower, I marchese di Stafford | John Leveson-Gower, I conte Gower         |                                          |  |  |       |  |  |              |  |  |                |  |
|                                                  | Granville Leveson-Gower, I marchese di Stafford | Evelyn Pierrepont                         |                                          |  |  |       |  |  |              |  |  |                |  |
| George Leveson-Gower, I duca di Sutherland       | Granville Leveson-Gower, I marchese di Stafford |                                           |                                          |  |  |       |  |  |              |  |  |                |  |
|                                                  |                                                 | Louisa Scroop                             | Egerton Scroop, I duca di Bridgewater    |  |  |       |  |  |              |  |  |                |  |
|                                                  |                                                 | Louisa Scroop                             | Egerton Scroop, I duca di Bridgewater    |  |  |       |  |  |              |  |  |                |  |
|                                                  |                                                 | Louisa Scroop                             | Rachael Russell                          |  |  |       |  |  |              |  |  |                |  |
| Charlotte Sophia Leveson-Gower                   |                                                 | Louisa Scroop                             |                                          |  |  |       |  |  |              |  |  |                |  |
|                                                  |                                                 | William Gordon, XVIII conte di Sutherland | William Gordon, XVII conte di Sutherland |  |  |       |  |  |              |  |  |                |  |
|                                                  |                                                 | William Gordon, XVIII conte di Sutherland | William Gordon, XVII conte di Sutherland |  |  |       |  |  |              |  |  |                |  |
|                                                  |                                                 | William Gordon, XVIII conte di Sutherland | Elizabeth Wemyss                         |  |  |       |  |  |              |  |  |                |  |
| Elizabeth Sutherland, XIX contessa di Sutherland |                                                 | William Gordon, XVIII conte di Sutherland |                                          |  |  |       |  |  |              |  |  |                |  |
|                                                  |                                                 | Mary Maxwell                              | William Maxwell                          |  |  |       |  |  |              |  |  |                |  |
|                                                  |                                                 | Mary Maxwell                              | William Maxwell                          |  |  |       |  |  |              |  |  |                |  |
|                                                  |                                                 | Mary Maxwell                              | Elizabeth Hairstares                     |  |  |       |  |  |              |  |  |                |  |
|                                                  |                                                 | Mary Maxwell                              |                                          |  |  |       |  |  |              |  |  |                |  |